# Messingbarbe
Die Messingbarbe (Barbodes semifasciolatus, Syn.: Puntius semifasciolatus), als xanthische (gelbliche) Zuchtform auch Brokatbarbe genannt, ist ein bei Aquarianern als Einsteigerzierfisch sehr beliebter Karpfenfisch (Cyprinidae).

## Merkmale
Messing- und Brokatbarben sind etwa 7 bis 10 cm lang, wobei die Männchen etwas kleiner, schlanker und farbiger sind. Die Messingbarben sind ihrem Namen entsprechend glänzend  messingfarben. Bei der Brokatbarbe ist die rote Bauchfärbung der Messingbarbe noch andeutungsweise erkennbar.
Sie erreichen ein Alter von etwa sechs Jahren.

## Vorkommen
Messingbarben kommen in  Nordvietnam und  Südostchina vor, einschließlich Hainan. Sie lassen sich an der Wasseroberfläche selten blicken, sie bevorzugen die unteren Gewässerbereiche.
Als Zuchtform der Messingbarbe kommen Brokatbarben in der Wildnis nicht vor.

## Systematik
Die Messingbarbe wurde 1868 durch den deutschen Zoologen Albert Günther unter der Bezeichnung Barbus semifasciolatus erstmals wissenschaftlich beschrieben. Später wurde sie den Gattungen Capoeta und Puntius zugeordnet und gegenwärtig wird sie in den Datenbanken Eschmeyer’s Catalog of Fishes und FishBase als Barbodes semifasciolatus geführt. Die Messingbarbe ist jedoch nicht nah mit den Arten der Gattungen Barbodes, Capoeta und Puntius verwandt, die innerhalb der Karpfenfische zur Unterfamilie Smiliogastrinae gehören, während die Messingbarbe zur Unterfamilie Cyprininae gehört. Sie ist die Schwesterart von "Puntius" snyderi und beide zusammen sind die Schwestergruppe der Gattung Eirmotus.

## Aquaristik

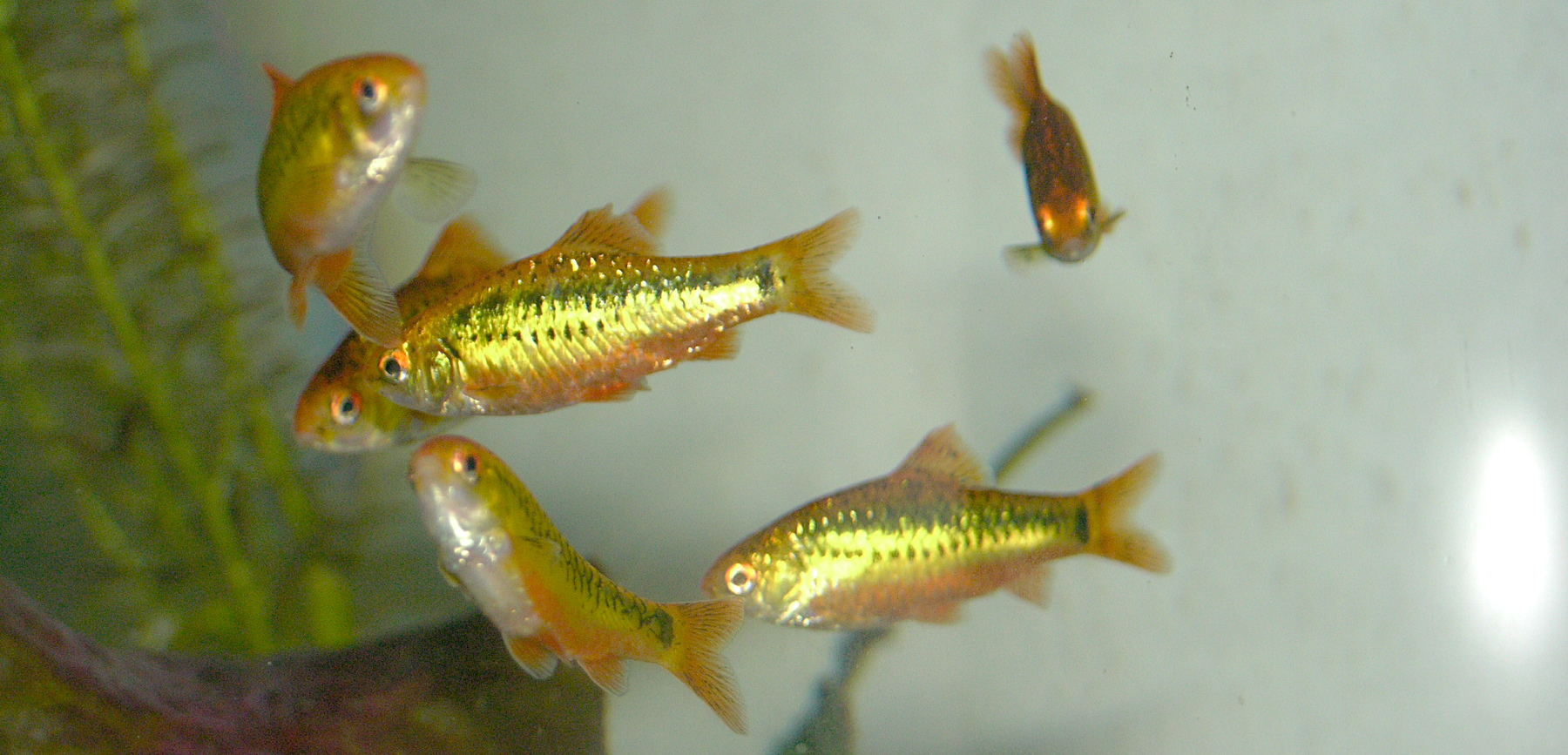
Brokatbarben

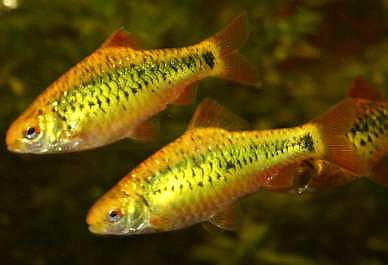
Brokatbarben

### Wasserwerte
Messing- und Brokatbarben sollte man in einem verhältnismäßig großen, geschlossenen Aquarium (ab 150 l bei mindestens 100 cm Länge) halten, bei den Wasserwerten
- pH-Wert: 6 – 8
- Gesamthärte: bis 20° dH,
- Karbonathärte: bis 15° dH,
- Wassertemperatur: 18 – 24 °C.

### Haltung
Messing- und Brokatbarben sind sehr lebhaft und neugierig, sie halten sich größtenteils im unteren und mittleren Beckenbereich auf. Am besten geeignet ist ein sandiger oder Mulmboden mit dichter Bepflanzung, bei Algenwuchs wird die Körperfärbung intensiver. Da sie Schwarmfische sind, sollten mindestens acht bis zehn Individuen zusammen gehalten werden. In zu kleinen Becken und bei Einzelhaltung werden sie schnell scheu und verstecken sich meist hinter Pflanzen. Man kann sie mit sämtlichen Friedfischen, die ebenfalls kältere Wassertemperaturen bevorzugen, vergesellschaften, beispielsweise mit Prachtbarben (Pethia conchonius) und Ritterkärpflingen (Xenoophorus captiva). Wird die Besatzdichte im Aquarium dagegen zu hoch, werden sie gegenüber Artgenossen aggressiv.

### Ernährung
Messingbarben ernähren sich omnivor (Allesfresser), bevorzugen aber pflanzliche Nahrung.

### Zucht
Zur Zucht wird ein gut angefüttertes Paar abends in ein Zuchtbecken gesetzt. Das Weibchen laicht meist am nächsten Morgen über Javamoos (Vesicularia dubyana) ab, da sie aber Laichräuber sind, sollten die Altfische danach aus dem Aufzuchtbecken entfernt werden. Bis zum Schlupf in 30 bis 36 Stunden sollte der Laich mit Feinkies oder Laichrost geschützt werden. Nach zwei bis drei Tagen schwimmen die Jungfische schon frei herum. Sie lassen sich relativ einfach zu Beginn mit Mikrowürmchen und frisch geschlüpften Artemia-Nauplien, später mit Trockenfutter aufziehen. In einem dicht bewachsenen Aquarium kommen einige Jungtiere auch dann durch, wenn die Altfische nicht entfernt wurden.